# 일송정 푸른 솔은
"일송정 푸른 솔은"은 1983년 8월 27일에 개봉한 청산리 전투를 다룬 영화이다.

## 캐스팅
- 신일룡 : 이범석 역
- 김기주 : 김좌진 역
- 박암 : 북로군정서총재 역
- 김기종 : 부총재 역
- 김석훈 : 참모장 역
- 진유영 : 참모장 역
- 윤양하 : 참모장 역
- 김운하 : 참모장 역
- 이보희 : 참모장 역
- 김명곤 : 광대독립군 역
- 김국현 : 신입병사 역
- 강재일 : 신입병사 역
- 이완형 : 신입병사 역
- 김천만 : 신입병사 역
- 박재호 : 신입병사 역
- 박세홍 : 신입병사 역
- 김동호 : 신입병사 역
- 김세연 : 신입병사 역
- 문태선 : 신입병사 역
- 한세훈 : 신입병사 역
- 신동욱 : 신입병사 역
- 김월성 : 신입병사 역
- 장정국 : 신입병사 역
- 김대현 : 신입병사 역
- 이향 : 신입병사 역
- 최신영 : 신입병사 역
- 김기범 : 신입병사 역
- 강창수 : 신입병사 역
- 이재형 : 신입병사 역
- 안진수 : 신입병사 역
- 나갑성 : 신입병사 역
- 홍충길 : 신입병사 역
- 임택선 : 신입병사 역
- 박부앙 : 신입병사 역
- 윤일주 : 신입병사 역
- 오세장 : 신입병사 역
- 송수영 : 신입병사 역
- 박광진 : 신입병사 역
- 최삼 : 신입병사 역
- 최일 : 신입병사 역
- 손전 : 신입병사 역
- 마도식 : 신입병사 역
- 김용학 : 신입병사 역
- 주일몽 : 신입병사 역
- 강철 : 신입병사 역
- 임생출 : 신입병사 역
- 박종설 : 신입병사 역
- 양성원 : 신입병사 역
- 박용호 : 신입병사 역
- 신양균 : 신입병사 역
- 백송 : 신입병사 역
- 최석규 : 신입병사 역
- 박병기 : 신입병사 역
- 임해림 : 신입병사 역
- 주상호 : 신입병사 역
- 추봉 : 신입병사 역
- 현길수 : 신입병사 역
- 최재호 : 신입병사 역
- 나한일 : 신입병사 역
- 주은섭 : 신입병사 역
- 이인옥 : 신입병사 역
- 서평석 : 신입병사 역
- 조인선 : 신입병사 역
- 이예성 : 신입병사 역
- 오은주 : 신입병사 역
- 성명순 : 신입병사 역
- 양일민 : 신입병사 역
- 김미경
- 강희
- 유경애
- 이수형 : 사물놀이 역
- 임광식 : 사물놀이 역
- 서승원

## 개요
김좌진의 북로군정서 독립군들의 청산리 전투를 다룬 이야기로 제22회 대종상영화제 최우수작품상·계몽 부문 작품상(현진)·미술상(조경환)·특별상 신인 부문(연기 : 이보희), 제20회 백상예술대상 시나리오상(백결)을 수상하였다.